# Genderbinair model
Het genderbinair model, binair geslachtsmodel of tweegeslachtsmodel, in het Engels vaak aangeduid als gender binary, is het indelen van sekse en gender in twee verschillende groepen: mannelijk en vrouwelijk. In het binaire geslachtsmodel worden de niet-binaire genders als genderqueer en het derde geslacht buiten beschouwing gelaten.
Ook bij deelaspecten van het geslacht wordt een onderscheid gemaakt tussen binair en non-binair. De geslachtschromosomen kunnen niet veranderd worden, maar een binaire transgender wil wel zoveel mogelijk van het andere geslacht worden; een non-binaire transgender wil in bepaalde opzichten en/of in beperkte mate van geslacht veranderen.
Volgens het binaire geslachtsmodel wordt geslacht bepaald door het verschil in type geslachtscellen dat ze produceren:in plaats van hoe iemand zichzelf identificeert (of iemand zich vrouw of man voelt). Het binaire geslachtsmodel hoeft niet gelijk te zijn aan de geslachtsrol als in: het idee dat een man alleen vermeend mannelijk gedrag hoort te vertonen en een heteroseksuele geaardheid behoort te hebben.
Ook in een binair geslachtsmodel is ruimte voor persoonlijke variatie. Edward Clint schrijft bijvoorbeeld op zijn blog: "People think of gender more like magnets. There are two poles, not one, or three or twenty, but your compass needle might be slightly more north-facing than someone else's."
Critici van het binaire geslachtsmodel zoals Riki Wilchins en Judith Lorber stellen dat dit model de bevolking verdeelt en polariseert en dat het model een incorrecte weergave van de werkelijkheid is. Zij stellen onder andere dat de aanname dat geslacht binair is, geen hypothese is waarvan de voorwaarden onderworpen kunnen worden aan proeven, maar een paradigma, dat vooraf gaat aan onderzoeken en theorieën, zonder zelf bewijsbaar te zijn.

## Begripsontwikkeling
Plato liet Aristophanes in Symposium zeggen dat er in de oertijd drie geslachten waren, maar sindsdien nog maar twee. Onduidelijk is of Plato hier de draak stak met Aristophanes. Volgens de Ideeënleer van Plato zijn waargenomen kenmerken slechts tijdelijke manifestaties van eeuwig bestaande Ideeën. Deze Ideeën of universalia zouden de enige werkelijkheid zijn. De individuele vrouw en man zouden niet de essentie vormen, maar slechts zwakke afspiegelingen zijn van respectievelijk Vrouwheid en Manheid. Aristoteles meende dat de essentie zich in de substantie zelf bevindt, deze zou immanent zijn. Wel zag hij de werkelijkheid als meer dan slechts de reductie tot de materiële delen. Zo zou er niet slechts een menselijk lichaam bestaan, maar ook een ziel, die zich evenwel in en niet buiten het lichaam zou bevinden. Dit is het hylemorfisme, van het Griekse hylē, materie en morphē, vorm. De materie van een kind zou volgens Aristoteles afkomstig zijn van de moeder en de vorm van de vader. Intersekse zag hij als een afwijking veroorzaakt door de hoeveelheid materie van de moeder.
Thomas Laqueur stelde dat in vroegmodern Europa tot 1700 werd uitgegaan van een eengeslachtsmodel waarbij vrouwen gezien werden als imperfecte versie van mannen. De vrouwelijke geslachtsorganen zouden volgens Claudius Galenus en later Nemesius van Emesa de inwendige versie zijn van de uitwendige mannelijke geslachtsorganen. Daarna zou dit beeld zijn verschoven naar het binaire geslachtsmodel, onder meer door Jacques-Louis Moreau in 1803. Dit model waarin de vrouw wezenlijk verschilt van de man zou hebben bijgedragen aan haar latere ondergeschikte positie als huisvrouw en moeder. Londa Schiebinger betoogde dat Samuel Thomas von Sömmerring in 1796 de eerste tekeningen van een vrouwelijk skelet had gemaakt en zo onderdeel was van een veranderende benadering van man en vrouw. Michael Stolberg zag die verschuiving al rond 1600 ingezet worden.
In de twintigste eeuw ontstond het inzicht dat de embryogenese voor iedereen gelijk begint.:23 In de studie van endocrinologie en de ontdekking van verschillende hormonen werd aanvankelijk uitgegaan van het binaire model, maar vanaf de jaren 1920 werd duidelijk dat dit onderscheid minder rigide was. Sigmund Freud stelde in 1933 dat het onderscheid tussen man en vrouw de eerste vaststelling is bij een nieuwe ontmoeting, maar gaf ook al aan dat die anatomische observatie zijn beperkingen heeft. In 1929 ontdekten Adolf Butenandt en Edward Doisy met Edgar Allen onafhankelijk van elkaar oestron en in 1935 isoleerden Ernst Laqueur – grootoom van Thomas – en János Freud voor het eerst testosteron. Deze hormonen werden aanvankelijk voorgesteld als respectievelijk vrouwelijke en mannelijke hormonen conform het door Sigmund Freud al genoemde heersende idee van dualiteit van geslachten. In de jaren 1930 werd echter duidelijk dat de als vrouwelijk geziene hormonen ook bij mannen voorkwamen en andersom. Een grote impact had de brief aan Nature van Bernhard Zondek waarin hij aangaf grote hoeveelheden oestrogeen te hebben aangetroffen bij hengsten en niet bij merries. Niet alleen de Amsterdamse school met Laqueur, János Freud en Samuel de Jongh werden dan ook terughoudend om hormonen naar geslacht te benaderen, ook Vladimir Korenchevsky stelde een andere categorisatie voor.
In 1955 gingen John Money en Joan en John Hampson in tegen een enkele definitie van het biologische geslacht en maakten onderscheid in:
1. chromosomaal geslacht dat wordt bepaald tijdens de bevruchting
2. gonadaal geslacht waarbij meestal na zo'n zeven weken vanuit de gonadale richel de teelballen of twee weken later de eierstokken ontwikkelen
3. hormonaal geslacht bij de feminisatie of virilisatie in de puberteit, waarbij zich ook de secundaire geslachtskenmerken ontwikkelen
4. inwendige geslachtsorganen
5. uitwendige geslachtsorganen

Die laatste twee worden ook wel samengenomen als fenotypisch geslacht. Money bekritiseerde het biologisch determinisme, maar leek daar een sociaal determinisme voor in de plaats te zetten. In 1975 onderscheidde Money met Patricia Tucker tien stappen:
1. chromosomaal geslacht, XX is vrouwelijk, XY is mannelijk
2. gonadaal geslacht, de gonadale richel vormt zich onder invloed van het X-chromosoom tot eierstokken of onder invloed van het Y-chromosoom tot teelballen
3. foetaal hormonaal geslacht, zodra eierstokken of teelballen meer oestrogeen en progesteron of meer testosteron produceren
4. inwendig morfologisch geslacht, de eerder ontstane hormonale balans zet de vorming van inwendige geslachtsorganen in gang
5. uitwendig morfologisch geslacht, de vorming van uitwendige geslachtsorganen
6. hersengeslacht, gevormd door de prenatale hormonale balans
7. vastgestelde geslacht bij geboorte en opvoeding
8. puberaal hormonaal geslacht, na de toename van de aanmaak van oestrogeen of testosteron tijdens de puberteit, resulterend in de overgang van meisje naar vrouw en van jongen naar man
9. genderidentiteit en -rol
10. de mogelijkheid tot voortplanting

Het gevorkte of bifurcatiemodel van Money heeft de nodige kritiek gekregen, omdat hij intersekse niet als variatie, maar als afwijking beschouwde en die afwijking vervolgens gebruikte om te bepalen wat normaal zou zijn. Dat maakt dat iedereen die buiten het binaire geslachtsmodel valt, kan worden gediagnosticeerd met een stoornis, de genderdysforie. Deze medicalisatie heeft dan ook de nodige kritiek gekregen. Verder gaat het model uit van discrete momenten waarop enkelvoudige gebeurtenissen allesbepalend zijn. Het binair geslachtsmodel veronderstelt dat alle splitsingen van de vorken uiteindelijk resulteren in maximaal twee resultaten, man of vrouw. Elke stap kent echter variaties die sinds Money in toenemende mate met behulp van geslachtsaanpassende operaties en een aangepaste opvoeding werden weggewerkt om zo te conformeren aan het binaire geslachtsmodel.
Variaties in de XY-geslachtsbepaling van het chromosomaal geslacht zijn naast XX-vrouwen en XY-mannen onder meer XX-mannen bij het syndroom van De la Chapelle, X0-vrouwen bij het syndroom van Turner, XXY-mannen bij het syndroom van Klinefelter, XXYY-mannen bij het XXYY-syndroom en nog vele andere.:22-25
Het gonadaal geslacht wordt niet alleen bepaald door de chromosomen zelf, maar ook door het SRY-gen op het Y-chromosoom. De aanwezigheid van dit gen induceert het antimüllerseganghormoon dat de vorming van vrouwelijk geslachtsorganen uit de gang van Müller onderdrukt. Bij de volgende stap induceert foetaal testosteron de ontwikkeling van mannelijke geslachtsorganen. Er zou dus sprake zijn van een actieve geslachtsbepaling om man te worden, terwijl vrouw-worden passief zou zijn, aangezien het juist in gang zou worden gezet door de afwezigheid van deze stimuli. Money noemde deze actieve geslachtsbepaling dan ook het adamprincipe.
Deze gevorkte gebeurtenissen zijn ook minder eenduidig dan veelal voorgesteld. Zo kunnen eileiders en een baarmoeder zich vormen bij een foetus die verder mannelijke kenmerken heeft, als het antimüllerseganghormoon niet wordt geïnduceerd. Bij het syndroom van Mayer-Rokitansky-Küster ontwikkelen vagina en baarmoeder zich onvolledig bij kinderen die chromosomaal met 46,XX meisjes zijn. Ook kunnen ondanks de aanwezigheid van teelballen vrouwelijk uitwendige geslachtsorganen gevormd worden als er geen foetaal testosteron wordt aangemaakt. De actieve rol van andere hormonen, nog steeds wel als vrouwelijke hormonen beschouwd, wordt veelal genegeerd. Dit terwijl de hormonale verschillen die het hormonaal geslacht bepalen minimaal zijn. Het is dan ook misleidend om oestrogeen een vrouwelijk hormoon te noemen en testosteron een mannelijk hormoon. Niet alleen lijken deze hormonen erg op elkaar, onder andere postmenopauzale vrouwen kunnen ook meer testosteron hebben dan mannen.:22-25
Het uitwendig morfologisch geslacht is veelal bepalend voor het vastgestelde geslacht bij geboorte. Hier kan sprake zijn van een micropenis, wat in de jaren 1960-70 regelmatig aanleiding was om over te gaan tot een geslachtsaanpassende operatie. Volgens het sociaal determinisme van Money was het voldoende om het kind daarna als meisje op te voeden om het zich ook een vrouw te laten voelen. Vooral sinds de openbaringen van David Reimer is duidelijk dat dit niet het geval is. Een vergrote clitoris treedt mogelijk op door het adrenogenitaal syndroom.
Ook het hersengeslacht lijkt niet slechts door hormonen bepaald te worden, maar ook door geslachtshormonen.
In de twintigste eeuw werd bij intersekse onderscheid gemaakt tussen echt hermafroditisme, vrouwelijk pseudohermafroditisme en mannelijk pseudohermafroditisme. Bij pseudohermafroditisme komen de uitwendige geslachtsorganen niet overeen met de geslachtshormonen. Waar Money deze varianten wilde laten conformeren met het binaire model, pleitte Anne Fausto-Sterling in 1993 voor vijf of zelfs meer geslachten. Intersekse bleek echter gecompliceerder dan dat.:25-27 Deze publicatie van Fausto-Sterling was van grote invloed en stimuleerde veel interseksepersonen om hun verhaal te doen en belangenverenigingen op te zetten.:6 De endocrinologie bleef echter vasthouden aan het traditionele binaire model.:145
In 2000 keek Fausto-Sterling terug op wat haar artikel uit 1993 teweeg had gebracht. Zij stond achter de kritiek van Suzanne Kessler dat haar vijf geslachten nog te veel de nadruk legden op de geslachtsorganen. De fenotypische variëteit zag zij echter als discrete varianten en niet als geslachtscontinuüm tussen de uitersten van man en vrouw.
Bi+ ·
Homoseksualiteit ·
Lesbianisme ·
Biseksualiteit ·
Panseksualiteit ·
Polyseksualiteit ·
Aseksualiteit ·
Demiseksualiteit ·
Queer ·
Questioning ·
Androfilie ·
Gynofilie
Cisgender
(Vrouw ·
Man) ·
Transgender
(Transvrouw ·
Transman ·
Transseksualiteit) ·
Intersekse ·
Tweeslachtigheid ·
Genderqueer ·
Questioning ·
Androgyn ·
Queer ·
Polygender
(Bigender ·
Trigender) ·
Pangender ·
Agender ·
Demigender
(Demigirl ·
Demiboy ·
Demifluïde ·
Demiflux ·
Demiandrogyn) ·
Neutrois ·
Genderfluïde
(Amorgender) ·
Genderflux ·
Intergender ·
Aporagender ·
Pocketgender ·
Derde geslacht ·
Butch en femme ·
Gendernon-conform ·
Queerheteroseksueel ·
Hijra ·
Two-spirit ·
Fa'afafine ·
Akava'ine ·
Androgynos ·
Bissu ·
Fakaleiti ·
Kathoey ·
Khanith ·
Mahu ·
Mak nyah ·
Muxe ·
Tomboy ·
Travesti ·
Tumtum ·
Winkte
Seksuologie ·
Genderstudies ·
Binaire geslachtsmodel ·
Genderspectrum ·
Lavendeltaalwetenschap ·
Lgbt-literatuur ·
Queerstudies ·
Queer theory
Postgenderisme ·
Feminisme
(Lesbisch feminisme ·
Transfeminisme) ·
Queercore
Oudheid:
Oude Rome ·
Oude Egypte
Vroegmoderne tijd:
Rusland
Moderne tijd:
Nazi-Duitsland ·
Rusland ·
Sovjet-Unie
Heden:
Nederland ·
Rusland ·
Sierra Leone
Roze driehoek ·
Regenboogvlag ·
Hanky code ·
Homomonument
Heteroseksisme
(Homofobie ·
Lesbofobie ·
Bifobie) ·
Genderisme
(Transfobie ·
Transmisogynie
Discriminatie van non-binaire personen ·
Cisseksisme) ·
Heteronormativiteit ·
Pinkwashing ·
Gay panic defense
(Trans panic defense) ·
Oppositie ·
LGBT ·
Homoseksualiteit in het leger
(Don't ask, don't tell) ·
Homoseksualiteit en religie
(Jodendom ·
Christendom ·
Islam ·
Bahai ·
Hindoeïsme ·
Boeddhisme ·
Sikhisme ·
Confucianisme ·
Shintoïsme ·
Taoïsme ·
Satanisme ·
Wicca ·
Unitair Universamisme ·
Scientology ·
Zoroastrisme) ·
Discriminatie tegen mensen met HIV ·
Doodstraf voor homoseksualiteit ·
Haatcriminaliteit ·
(Correctieve verkrachting ·
Antihomoseksueel geweld ·
Antihomoseksueel terrorisme) ·
Lgbt-gerelateerde zelfmoord ·
Conversietherapie (Homogenezing) ·
Schaal van Riddle
Arlington County vs. White ·
Artikel 248bis van het Wetboek van Strafrecht (Nederland) ·
Federal Marriage Amendment ·
Goodridge vs. Department of Public Health ·
Instructie inzake de criteria om roepingen te beoordelen van personen met homoseksuele neigingen met het oog op hun toelating tot het seminarie en de Heilige Wijdingen ·
Jogjakarta-beginselen ·
Jos Brink-prijs ·
Kentucky vs. Wasson ·
Lawrence v. Texas ·
Paragraaf 175 ·
Proposition 8 ·
Sectie 28 ·
Sodomiewetgeving
(Sodomiewetgeving in de Verenigde Staten) ·
Wolfenden Report
Bear ·
Crossdressing ·
(Travestie) ·
Gay Pride Parade ·
Homohoreca ·
Homo-icoon ·
Homo-ontmoetingsplaats ·
Lhbt-boekhandel ·
Outing ·
(Coming-out)
Holebi ·
Genderdysforie ·
Homoseksualiteit bij dieren ·
Safe-space